# Marika Serafin
Marika Serafin (Oderzo, 28 maggio 1977) è una pallavolista italiana.
Gioca nel ruolo di schiacciatrice nella Polisportiva San Giorgio.

## Carriera
La carriera di Marika Serafin comincia nel 1992 quando viene ingaggiata dal Volley Modena, partecipando però al campionato di Serie B2, con la seconda squadra; l'esordio nella squadra maggiore e quindi in Serie A1 avviene nella stagione 1994-95, restando legata al club emiliano anche nell'annata successiva: durante la sua permanenza vince due Coppe delle Coppe.
Nella stagione 1996-97 viene ingaggiata dal Pallavolo Castellanza, in Serie A2, dove resta per tre stagioni, mentre nella stagione 1999-00 passa al Padova Volley, in Serie B1: con il club veneto conquista la promozione nella serie cadetta, dove gioca per le due annate successive, per poi retrocedere nuovamente in Serie B1.
Dopo una stagione, sempre in Serie A2 con la Spes Conegliano, nell'annata 2006-07 si trasferisce nello Ženskij volejbol'nyj klub Fakel, militante nel massimo campionato: con il club russo resta legata per due stagioni. Nella stagione 2008-09 ritorna a Conegliano, neopromossa in Serie A1.
Si trasferisce nuovamente all'estero, in Germania, per disputare la stagione 2009-10 con il Rote Raben Vilsbiburg, vincendo lo scudetto. Nella stagione 2010-11 torna ancora una volta a Conegliano, mentre nell'annata successiva è nuovamente in Russia, nella squadra di Novyj Urengoj.
Torna in Italia nel campionato 2012-13, giocando in Serie B1 con la Polisportiva San Giorgio di Porcia.

## Palmarès

### Club
- Campionato tedesco: 1

2009-10
- Coppa delle Coppe: 2

1994-95, 1995-96